# Gary Hall
Gary Wayne Hall (Fayetteville, 7 augustus 1951) is een voormalig zwemmer uit de Verenigde Staten, die namens zijn vaderland driemaal deelnam aan de Olympische Spelen: Mexico Stad (1968), München (1972) en Montréal (1976). 
Bij zijn olympisch debuut won Hall, op dat moment nog scholier, de zilveren medaille op de 400 meter wisselslag. Vier jaar later was hij de kopman van de Amerikaanse zwemploeg in München, waar de student van de Indiana University zilver won op de 200 meter vlinderslag. Weer vier jaar later had hij de eer de Amerikaanse vlag te dragen bij de openingsceremonie in Montréal, en behaalde hij de bronzen medaille op de 100 meter vlinderslag.
Hall won gedurende zijn carrière in totaal zeven titels bij de prestigieuze Amerikaanse studentenkampioenschappen (NCAA). Na zijn afstuderen begon hij een medicijnenstudie aan de The University of Cincinnati. Nadien werd hij oogarts. Zijn zoon, Gary Hall jr., trad in zijn voetsporen en won als zwemmer eveneens vele titels en medailles.